# Turdus xanthorhynchus
El zorzal de Príncipe (Turdus xanthorhynchus) es una especie de ave paseriforme de la familia Turdidae endémica de la isla de Príncipe.

## Distribución y hábitat
Se encuentra únicamente en la isla de Príncipe. Su hábitat natural son los bosques húmedos tropicales. Está en peligro crítico de extinción por la destrucción de su hábitat.